# Espira (antena)

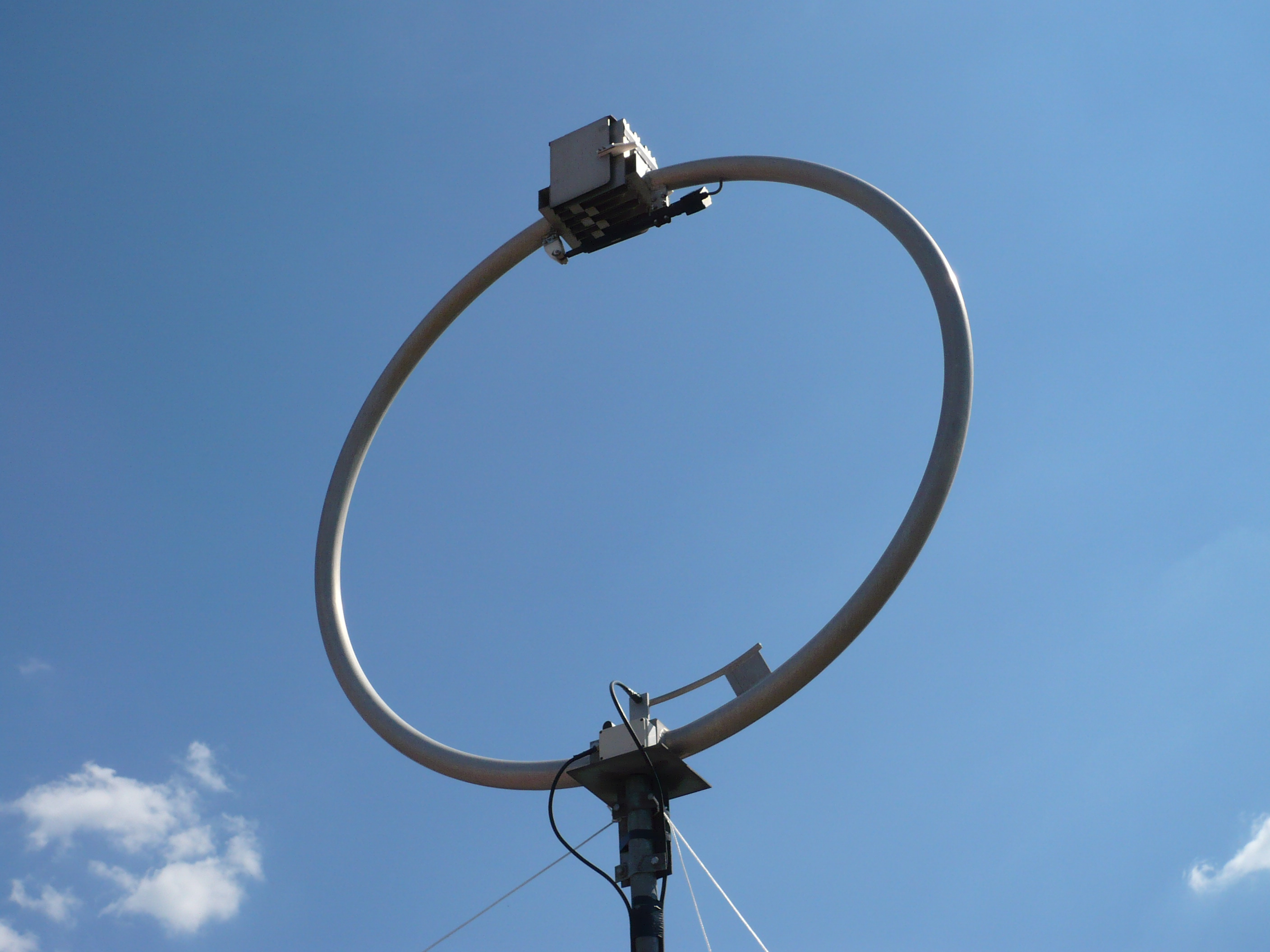
Espira.

Una antena de espira es, como el nombre lo indica, una antena compuesta de al menos una espira de un conductor. Se la puede considerar como un dipolo cuyos brazos se repliegan hasta formar una espira circular.
Todas las antenas de espira son fuertemente direccionales; la dirección privilegiada está en el plano de la espira, mientras que la recepción es mínima en la dirección perpendicular al plano de la espira.

## Antenas de espira corta
Se distinguen dos tipos de antenas espira: aquellas en las cuales la circunferencia de la espira es del orden de la longitud de onda de recepción, y aquellas en las cuales la circunferencia de la espira es menor a un cuarto de la longitud de onda de recepción: se las llama antenas de espira corta.
La mayoría de las antenas de espira utilizadas en recepción, son de aproximadamente un décimo de la longitud de onda. ya que es muy fácil hacer esto porque se mueven.
Las antenas de espira corta son llamadas también antenas magnéticas, porque son más sensibles a la componente de la onda electromagnética. 
La tensión en bornes de una antena de espira corta puede ser fuertemente aumentada, si se lleva la antena a su resonancia con la ayuda de un condensador variable
Como la antena de espira corta es pequeña con respecto a la longitud de onda, la corriente en la antena está prácticamente en fase. Por lo tanto, las ondas que atraviesan la antena perpendicularmente al plano de la espira se anularán las unas a las otras, mientras que aquellas que la atraviesan paralelamente al plano de la espira causarán una corriente máxima. Este comportamiento es opuesto al de las antenas de espira de dimensiones del orden de la longitud de onda.

## Antenas de espira
Las antenas de espira normales se comportan de manera similar al dipolo, exceptuando el hecho de que los extremos del dipolo se tocan. 
La geometría puede ser variable: un círculo, un triángulo (en cuyo caso se la llama antena Delta), un cuadrado e incluso un octógono. 
Las antena de espira de geometría circular tiene una ganancia mayor que las otras formas, ya que la ganancia de la antena es directamente proporcional al área delimitada. Sin embargo, las antenas circulares son difíciles de construir si el conductor no es rígido. Por esa razón, las antenas con geometría de cuadrados o triángulos son comunes.
Dada su directividad, las antenas loop son inmunes al ruido. Su sensibilidad máxima se sitúa en el plano de la espira, mientras que la sensibilidad mínima se encuentra en el plano perpendicular a la espira.

## Antenas para ondas medias
Las antenas de espira para ondas medias necesitan captar ondas de gran longitud de onda. Por esa razón, a veces es necesario utilizar varias espiras. La sintonía se hace con un condensador variable, y a veces se utilizan núcleos de ferrita para aumentar su apertura.

## Utilización en radiolocalizacion

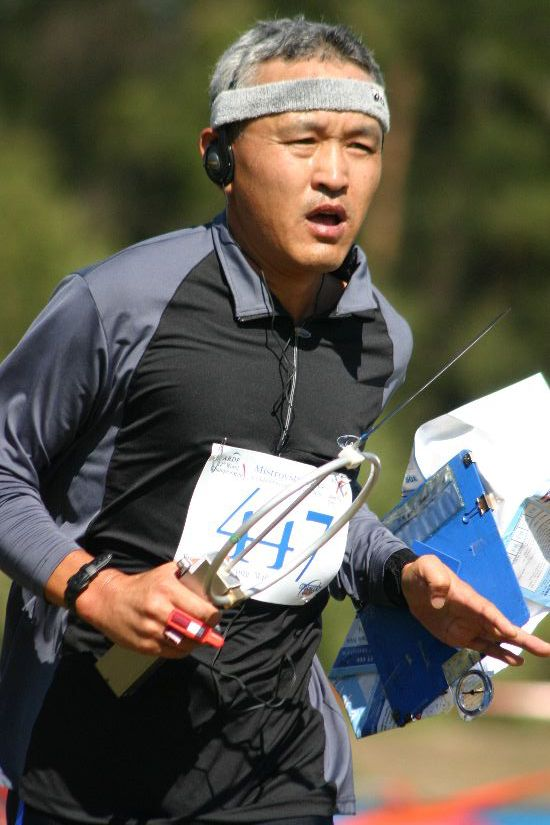
Antena de espira usado en el deporte de orientación por radio, banda de 80m

Las antenas de espira, al ser fuertemente direccionales, permite hacer goniometría y radiolocalización. Por triangulación, con dos o tres medidas de ángulos es posible localizar un transmisor.
- Datos: Q381015
- Multimedia: Loop antennas / Q381015